# Léo Amberg
Léo Amberg (Ballwil, 23 de març de 1912 - Oberriet, 18 de setembre de 1999) va ser un ciclista suís que fou professional entre 1934 i 1947. En el seu palmarès destaquen una vintena de victòries, entre les quals destaquen dues etapes al Tour de França de 1937, una al Giro d'Itàlia de 1938 i dos campionats nacionals en ruta, el 1937 i 1938.

## Palmarès
- 1934
  - 1r de la Volta del Cantó de Ginebra
- 1935
  - 1r del Gran Premi del Diari de Niça i 1 victòria d'etapa
  - 1r del Premi de Mont-Faron
- 1936
  - 1r de la cursa de la cota de Klausenberg
- 1937
  -  Campió de Suïssa en ruta
  - 1r del Campionat de Zúric
  - Vencedor de 2 etapes del Tour de França
  - Vencedor de 3 etapes de la Volta a Suïssa
- 1938
  -  Campió de Suïssa en ruta
  - 1r del Critèrium d'Oerlikon
  - Vencedor d'una etapa al Giro d'Itàlia
- 1939
  - Vencedor d'una etapa a la Volta a Alemanya
- 1942
  - 1r del Critèrium de Ginebra
- 1945
  - 1r del Critèrium de Niça
- 1946
  - Vencedor d'una etapa del Circuit dels Alps

### Resultats al Tour de França
- 1935. 24è de la classificació general
- 1936. 8è de la classificació general
- 1937. 3r de la classificació general i vencedor de 2 etapes
- 1947. Abandona (7a etapa)

### Resultats al Giro d'Itàlia
- 1937. 13è de la classificació general
- 1938. 32è de la classificació general i vencedor d'una etapa

### Resultats a la Volta a Espanya
- 1935. 12è de la classificació general